# 柘植光彦
柘植 光彦（つげ てるひこ、1938年7月17日 - 2011年11月15日）は、日本の文芸評論家。専修大学名誉教授。

## 来歴
東京府出身。東京大学仏文科在学中の1960年、小説『大きな赤い太陽』を『文學界』に発表。1961年第16次『新思潮』創刊。1964年第17次『新思潮』創刊（第17次『新思潮』同人郷正文小説集『愛の家族』（審美社刊）の＜あとがき＞に「郷正文作品の現代的意味 ― 解説に代えて」を書く）。
東京大学大学院人文科学研究科国語国文学専攻修士課程修了。専修大学助教授、1981年教授、2009年定年退職、名誉教授。
大学院博士課程在学中に東大闘争に遭遇し、ノンセクトの思想に共鳴した。以後、学問論や研究者論を展開するとともに、現代日本文学研究者として活動。主な研究対象は、埴谷雄高、安部公房、福永武彦、三島由紀夫、島尾敏雄、吉行淳之介、井上光晴、三枝和子、大江健三郎、筒井康隆、井上ひさし、村上春樹、よしもとばなな、小川洋子など多数。「四畳半襖の下張」模索舎裁判では特別弁護人として活動した。
1995年に正式発足した現代文学会の世話人を、栗坪良樹、川村湊とともに務める。
2011年11月15日、冠状動脈硬化症のため東京都新宿区の自宅で死去。73歳没。

## 著書
- 私は美しい - “私”をめぐる七つの小説（太陽社、1977年）
- 大きな赤い太陽（深夜叢書社、1977年）
- 現代文学試論（至文堂、1978年）
- 村上春樹の秘密（アスキー新書、2010年）

## 編著書
- 対決・刑法一七五条 「四畳半襖の下張」模索舎裁判（小中陽太郎、五味正彦、亜紀書房、1977年）
- 文章入門（有斐閣、1982年）
- 現点 - 現代日本文学研究（全10巻、現点の会、1982年 - 1990年）
- 村上春樹スタディーズ（全5巻、栗坪良樹、若草書房、1999年）
- 村上春樹 - テーマ・装置・キャラクター（至文堂、2008年）
- 遠藤周作 - 挑発する作家（至文堂、2008年）
- 永井荷風 - 仮面と実像（ぎょうせい、2009年）

## 解説
- さらば地球よ! 宇宙船〔スロッピイ号〕の冒険 横田順彌 (徳間文庫, 1992年)
- 余白の愛 小川洋子 (福武文庫, 1993年)

## 参考
- 文藝年鑑2007